# Slaget vid Baxter Springs
Slaget vid Baxter Springs utspelades den 6 oktober 1863 i Baxter Springs. Sydstatsgerillan bushwhackers attackerade staden.
Tillfälligt fort byggdes här under Amerikanska inbördeskriget som kallades Fort Baxter. Detta för att USA var rädd att Amerikas konfedererade stater skulle gå från Texas genom neutrala Indianterritoriet och anfalla Kansas. Den 6 oktober 1863 stod slaget vid Baxter Springs. Garnisonen lyckades försvara fortet men staden plundrades. De var enda gången staden attackerades under kriget.William T. Anderson vill anfall fortet dagen efter men William Quantrill var rädd att fortet skulle få förstärkningar. Så han gav order att lämna staden på kvällen.
Löjtnant Samuel P. Cox med 150 män förföljde William T. Anderson trupp efter Slaget vid Baxter Springs.  I striden som uppstår då förföljarna kommer i kapp så dödas Andersson 26 oktober 1864. 

### Fotnoter
1. ↑  Hugh L. Thompson, "Baxter Springs as a Military Post—1862–1863," Kansas in the Civil War Battles and Campaigns, Vol. 3, pp. 32-4 (from the Kansas State Historical Society).
2. ↑  http://opinionator.blogs.nytimes.com/2013/10/07/massacre-at-baxter-springs/?nl=opinion&emc=edit_ty_20131008&_r=0
3. ↑  Castel & Goodrich 1998, sid. 124.
4. ↑  Wood 2003, sid. 134.
5. ↑  Wood 2003, sid. 135.